# آرش فولادوند
آرش فولادوند (زاده شهریور ۱۳۶۱ در تهران) آهنگساز، رهبر ارکستر و رهبر کُر است. او در زمینهٔ موسیقی کلاسیک و موسیقی ایرانی فعالیت دارد.

## زندگی
آرش فولادوند از ۸ سالگی نواختن پیانو را آغاز کرد. در سال‌های ۱۳۸۲، ۱۳۸۳ و ۱۳۸۴ همزمان با تحصیل در دانشکده فنی دانشگاه تهران در رشته مهندسی عمران با همکاری نوازندگان دیگر، اقدام به برگزاری رسیتال‌های پیانو، به نفع مؤسسه خیریه محک نمود.
در سال ۱۳۸۵ برای ادامه تحصیل در مهندسی عمران به پاریس رفت. همزمان با آغاز تحصیل در انستیتوی نفت فرانسه در رده دکترای در کنکور ورودی مدارس عالی موسیقی فرانسه شرکت کرد و در رشته هارمونی و ارکستراسیون در کنسرواتوار ملی فرانسه در اوبرویلیه پذیرفته شد و نزد استادانی چون اریک آرنال، ویرجینی فونتانا روزا، و کلود ویلارد، در سلفژ، فرانسوا سنت ایو در هارمونی و اود گلاتار در رهبری تعلیم دید.
آرش فولادوند در سال ۲۰۰۹ با همکاری در تأسیس انجمن فرهنگی بهار، به‌طور رسمی فعالیت‌های فرهنگی خود در فرانسه را آغاز کرد. یک سال بعد، گروه کر بهار را با حدود ۱۰ عضو تأسیس و تربیت کُریست‌های آماتور را آغاز نمود. دو سال بعد، با دعوت از دانشجویان و فارغ التحصیلان کنسرواتوارهای عالی پاریس، ارکستر فیلارمونیک پاریس شرقی را پایه‌گذاری کرد.
آرش فولادوند از سال ۲۰۱۲ به عنوان آهنگ‌ساز و رهبر اول ارکستر فیلارمونیک پاریس شرقی و گروه کر بهار، کنسرت‌های صدای صلح و راه ابریشم را در شهر پاریس برگزار نمود. استقبال از این کنسرت‌ها و علاقه به همکاری از سوی ایرانیان مقیم انگلستان، او را بر آن داشت تا در سال ۲۰۱۶ شاخهٔ دیگری از کرال بهار را در لندن بنیان‌گذاری کند. این گروه نخستین کنسرت خود را در شهر لندن در مه ۲۰۱۷ به روی صحنه برد.
وی در سال‌های ۲۰۱۲ تا ۲۰۱۴ به عنوان مدیر پروژه و رهبر کنسرت صدای صلح با یونسکو به همکاری پرداخت. حاصل این همکاری آلبوم‌های متعدد صدای صلح است.
وی در روزهای ۷ و ۸ ژوئن سال ۲۰۲۴، کنسرت بزرگ عاشقانه‌ها را به مناسبت جشن ۸۱۷ سالگی مولانا با همکاری بنیاد فرهنگی یونسکو در سالن یونسکو در پاریس و در سالن تروکسی لندن برگزار کرد. در این کنسرت که به رهبری و آهنگسازی آرش فولادوند برگزار شد، بیش از ۲۳۰ هم خوان (کریست) از گروه کر بهار پاریس/ لندن با همراهی ارکستر فیلارمونیک پاریس شرقی و تک خوانی سارا نائینی و وحید تاج خوانندگان ایرانی و نگینه امانقلوا خواننده تاجیکستانی حضور داشتند. در این کنسرت اشعاری از مثنوی مولانا از جمله قطعه نی نامه با آهنگسازی و رهبری ارکستر آرش فولادوند و با خوانندگی تک خوانان اجرا شد. این کنسرت باشکوه، بازتاب بسیار گسترده‌ای در رسانه‌های جهان داشته است و به عنوان نقطه عطفی در پاسداشت هنر و فرهنگ موسیقی و شعر پارسی به‌شمار می‌رود.

## برجسته‌ترین آثار
| #  | نام اثر          | کلام         | آهنگسازی     | تنظیم        |
| -- | ---------------- | ------------ | ------------ | ------------ |
| ۱  | شکوه اتحاد       | آرش فولادوند | آرش فولادوند | آرش فولادوند |
| ۲  | زنان سرزمینم     | آرش فولادوند | آرش فولادوند | آرش فولادوند |
| ۳  | شادی             | مولوی        | آرش فولادوند | آرش فولادوند |
| ۴  | خورشید           | آرش فولادوند | آرش فولادوند | آرش فولادوند |
| ۵  | مهر              | -            | آرش فولادوند | -            |
| ۶  | دیدی ای دل       | حافظ         | آرش فولادوند | آرش فولادوند |
| ۷  | سپیده            | -            | آرش فولادوند | آرش فولادوند |
| ۸  | من ایرانی‌ام      | -            | آرش فولادوند | آرش فولادوند |
| ۹  | در آرزوی تو باشم | سعدی         | آرش فولادوند | آرش فولادوند |
| ۱۰ | آن یار می‌آید     | مولوی        | آرش فولادوند | آرش فولادوند |

## تنظیم دوباره برای کر و ارکستر
فولادوند آثاری از موسیقی ایرانی را برای اجرا توسط ارکستر و گروه کر تنظیم مجدد کرده است.
- کوچه لر[۱۶]
- بهار دلنشین[۱۷]
- غوغای ستارگان[۱۸]
- بوی جوی مولیان[۱۹]
- دختر بویر احمدی[۲۰]
- نوشین لبان[۲۱]
- مرغ سحر[۲۲]
- می‌زده[۲۳]
- گل گندم[۲۴]
- پاییز[۲۵]
- بت چین[۲۶]

## کنسرت‌ها
| نام کنسرت        | شهر        | سال اجرا    | مکان اجرا                                  |
| ---------------- | ---------- | ----------- | ------------------------------------------ |
| سنگفرش فنی ۱ , ۲ | تهران      | ۲۰۰۴ و ۲۰۰۵ | تالار فردوسی دانشگاه تهران                 |
| صدای صلح         | پاریس      | ۲۰۱۳        | -                                          |
| صدای صلح         | پاریس      | ۲۰۱۴        | کلیسای سنت سولپیس پاریس                    |
| راه ابریشم       | پاریس      | ۲۰۱۵        | کلیسای سنت اوستش پاریس                     |
| راه ابریشم       | پاریس      | ۲۰۱۶        | کلیسای سنت اوستش پاریس                     |
| صدای صلح         | پاریس      | ۲۰۱۷        | آمفی تئاتر کقه ده بل فی پاریس              |
| صدای صلح         | لندن       | ۲۰۱۷        | آمفی تئاتر لوگان هال دانشگاه یو سی ال لندن |
| صدای صلح         | پاریس      | ۲۰۱۸        | آمفی تئاتر کقه ده بل فی پاریس              |
| صدای صلح         | لندن       | ۲۰۱۸        | کلیسای سنت پل همر اسمیت                    |
| صدای صلح         | پاریس      | ۲۰۱۹        | کلیسای سنت کلوتیلد پاریس                   |
| صدای صلح         | لندن       | ۲۰۱۹        | آمفی تئاتر لوگان هال دانشگاه یو سی ال لندن |
| برای زندگی       | پاریس/لندن | ۲۰۲۳        |                                            |
| عاشقانه‌ها        | پاریس/لندن | ۲۰۲۴        | سالن یونسکو در پاریس/ سالن تروکسی در لندن  |